# Gil Aldema
Gil Aldema (hebrejsky: גיל אלדמע; 17. září 1928 – 27. září 2014 ) byl izraelský hudební skladatel a dirigent.

## Biografie
Narodil se v Giv'atajim v britské mandátní Palestině. Vystudoval Jeruzalémskou akademii hudby a Mannes College of Music v New Yorku. Vyučoval hudbu v mládežnické vesnici Hadasim a později pracoval jako programový producent a hudební aranžér Izraelského úřadu pro vysílání (Israel Broadcasting Authority). Skládal a aranžoval písně pro folkové kapely a sbory.

## Ocenění
V roce 2004 mu byla udělena Izraelská cena za hebrejské písně. Izraelská cena je udílena od roku 1953 a patří mezi nejvyšší izraelská státní vyznamenání.